# イオン那覇ショッピングセンター
イオン那覇ショッピングセンター（イオンなはショッピングセンター）は、沖縄県那覇市の小禄地区に位置するイオン琉球株式会社が運営・管理するショッピングセンターである。イオン那覇店を核に約80の専門店が並ぶ。

## 概要
沖縄ジャスコ（現在のイオン琉球の前身）のGMS1号店となる「ジャスコ那覇店」（現・イオン那覇店）を核店舗とするショッピングセンターとして開業した。そのため、沖縄県に所在する「イオン」名義のGMSでは最古の店舗となっている。
また、2011年3月1日の改称当初からイオン名義のGMS店舗で日本最南端かつ最西端店舗であったが、後の2020年6月19日にiias沖縄豊崎（沖縄県豊見城市）内に開業した「イオンスタイル豊崎」にその座を譲っている。

## 沿革
- 1993年（平成5年）11月12日 - 開店。
- 2003年（平成15年）8月10日 - ゆいレール小禄駅開業に伴い同駅への連絡通路を開設。
- 2006年（平成18年）4月28日 - リニューアルオープン。
- 2008年（平成20年）7月10日 - 沖縄県内では2店舗目となるセルフレジを当ショッピングセンターの核店舗であるジャスコ那覇店（当時・現イオン那覇店）の食品売場に導入[5]。
- 2010年（平成22年）
  - 6月6日 - 那覇市・南風原町の証明書自動交付機を設置、並びに全国でも初となる公共施設使用料金収納サービス（那覇市のみ）を開始[6]。
  - 6月25日 - 沖縄県内の小売業では初となるネットスーパーを当ショッピングセンターの核店舗であるジャスコ那覇店（当時）にて開始[7]。
  - 8月4日 - ネットスーパー業務委託先からのクレジット情報流出を発表。それに伴い、7月31日に「琉ジャスネットスーパー」を一時閉鎖[8]。
  - 9月22日 - ネットスーパー再開。同時に、セキュリティシステムをイオングループにて個人情報を管理するシステムに変更[9][10]。
- 2011年（平成23年）3月1日 - 核店舗の名称を「ジャスコ那覇店」から「イオン那覇店」に変更。
- 2017年（平成29年）4月29日 - 大幅改装を行い、リニューアルオープンする[11]。
- 2020年（令和2年）4月1日 - 本店を含む全国のイオン直営売場での無料レジ袋配布終了[12]。
- 2022年（令和4年）3月1日 - イオン那覇店を含むイオン琉球の運営下である全6店舗の営業時間を変更。[13]

## フロアとテナント

### フロア概要
核店舗のイオン那覇店と78の専門店で構成される。
| 階    | フロア概要                     |
| ----- | ------------------------------ |
| R階   | 屋上駐車場                     |
| 4~6階 | 屋内駐車場                     |
| 3階   | 子供と家電と暮らしのフロア     |
| 2階   | 婦人と紳士ファッションのフロア |
| 1階   | 食品と美容・健康のフロア       |

### 主要テナント
※●はオープン当時から存在
1階
- ダイソー（100円ショップ）
- すき家（牛丼・カレー）
- 築地銀だこ（たこ焼）
- スターバックスコーヒー（カフェ）
- ミスタードーナツ（ドーナツ）●
- チャンスセンター（宝くじ）

2階
- ハニーズ（レディス）
- グリーンパークス トピック（レディス）
- ABCマート MONO（靴）
- ヴィレッジヴァンガード（書籍・雑貨）
- THREEPPY（300円ショップ）
- OWNDAYS（メガネ）
- くら寿司（回転寿司）

3階
- くまざわ書店（書籍）
- JINS(メガネ)
- ベスト電器（家電）
- カメラのキタムラ（カメラ・DPE）
- au Style（携帯ショップ）
- TOYS SPOT PALO（ガチャガチャ）
- モーリーファンタジー（アミューズメント）

※テナント情報は2023年10月時点
フロア情報の詳細は「フロアマップ」を、テナント全店の一覧・詳細情報や営業時間等店舗概要は公式サイトを参照。

### 過去に存在したテナント
- サウンドボックス みつとも（開店当初 - 2005年頃）
- 焼肉 明洞
- わだや
- 東江メガネ(開店当初〜2023年)
- イタリアントマト

## アクセス

### モノレール
- 沖縄都市モノレール（ゆいレール）小禄駅
  - 当店舗の2階部分と駅が連絡通路でつながっている。

### 路線バス
- 小禄駅前バス停

17番・石嶺線　（那覇バス）
27番・屋慶名線（豊見城営業所発着）　（沖縄バス）
32番・コンベンションセンター線（豊見城営業所発着）　（沖縄バス）
39番・南城線（豊見城営業所発着）　（沖縄バス）
43番・北谷線（豊見城営業所発着）　（沖縄バス）
56番・浦添線　（琉球バス交通）
87番・赤嶺てだこ線　（沖縄バス）
89番・糸満（高良）線　（琉球バス交通・沖縄バス）
256番・浦添てだこ線　（琉球バス交通）

### 自動車
- 沖縄自動車道 - 豊見城・名嘉地ICより約8分

### 駐車場
当施設の駐車場は、1,860台利用可能である。
| 施設駐車場                      | 駐車台数 | 駐車可能時間 | 備考          |
| ------------------------------- | -------- | ------------ | ------------- |
| 4~6階立体駐車場・北側立体駐車場 | 1,326    | 9:00 - 24:00 | 高さ制限2.2ｍ |
| 屋上駐車場                      | 384      | 9:00 - 24:00 | 高さ制限2.2ｍ |
| 平面駐車場(道路挟んで西側)      | 150      | 9:00 - 24:00 |               |